# Kazakhfilm Studios
Kazakhfilm Studios (cirílico: Казахфильм) es una de las principales productoras y distribuidoras de cine, documentales y series de animación de Kazajistán. La empresa fue fundada en 1934 en la ciudad de Almatý bajo el mismo nombre de la ciudad, centrándose especialmente en la creación de documentales con el fin de ensalzar los avances sociales de la república para el régimen. El 9 de enero de 1960, el Ministerio de Cultura de la República Socialista Soviética de Kazajistán, cambió el nombre a Kazakhfilm. En 2005 dejó de formar parte oficialmente del gobierno al convertirse en una sociedad anónima, aunque tanto el primer ministro Karim Masimov como el Ministerio de Cultura permanecen como socios de Kazakhfilm. Actualmente, está dirigida por Amanshaev Yermek Amirkhanovich.

## Películas

### Era soviética
- 1945
  - Песни Абая
- 1948
  - Золотой рог
- 1954
  - Дочь степей
  - Поэма о любви
- 1955
  - Это было в Шугле
- 1957
  - Наш милый доктор
- 1958
  - Шквал
- 1959
  - Дорога жизни
- 1963
  - Сказ о матери
  - Меня зовут Кож
- 1968
  - Дорога в тысячу вёрст
  - Ангел в тюбетейке
- 1970
  - Кыз-Жибек
  - Конец атамана
- 1973
  - Лютый
- 1976
  - Алпамыс идёт в школу
- 1978
  - Транссибирский экспресс
- 1979
  - Вкус хлеба
- 1981
  - Год дракона
- 1986
  - Мой дом на зелёных холмах
  - Чужая Белая и Рябой
- 1988
  - Балкон
  - Игла
- 1989
  - Влюблённая рыбка
  - Маньчжурский вариант
  - Женщина дня
- 1991
  - Razluchnitsa.
  - Opium.
  - Drevnosty gor i stepei.
  - Mama Rosa.

### Era postsoviética
- 1992
  - Zhertvoprinoshenie.
- 1993
  - Rem.
  - Azghyin ushtykzyn'azaby
  - Zabud' obo mne - Abulkhair-khan
  - Sluchainyi gost'
- 1995
  - Abai
  - Kardiogramma
- 1997
  - Dar Bogov
- 2002
  - Molitva Leyly
- 2004
  - Shiza
- 2005
  - Nomad
- 2006
  - Zapiski putevogo obkhodchika
- 2007
  - Kurak korpe
- 2008
  - Proshchai, Gulsary!
  - Podarok Stalinu
  - Angelochek
- 2009
  - Aika
  - Kelin
  - Seker
  - Gorod mechty
  - Bayterek
- 2010
  - Kto vy, gospodin Ka?
  - Skaz o Rozovom Zaitse
  - Pozdnyaya lyubov
- 2011
  - Realtors
  - Myn Bala
  - Kacheli lubvi
  - Akkyz
  - The sky of my childhood
  - The Liquidator
  - Zheruiyk - Promised land
  - Solnetchniye dni
- 2012
  - Moi greshnyy angel
  - Shal